# Chuck Pratt
Pour les articles homonymes, voir Pratt.
Charles Marshall Pratt, dit Chuck Pratt (5 mars 1939 - 16 décembre 2000), est un grimpeur américain. C'est l'un des pionniers des big walls du Yosemite dans les années 1960.

## Ascensions
- 1960 : deuxième ascension du Nose à El Capitan, avec Royal Robbins, Tom Frost et Joe Fitschen.
- 1961 : première de Salathé Wall à El Capitan avec Royal Robbins et Tom Frost.
- 1961 : Crack of Doom au Yosemite : un des tout premiers 5.10, avec Mort Hempel.
- 1964 : première ascension de North America Wall (YDS VI, 5.8, A5) à El Capitan avec Robbins, Frost et Yvon Chouinard : « For the first time in the history of the sport, Americans lead the world »[1].
- 1964 : première ascension de la face sud du Mont Watkins (YDS VI, 5.8, C2) avec Yvon Chouinard et Warren Harding[2].